# Revolução Americana
A Revolução Americana, ou Revolução Americana de 1776, foi uma revolução político-ideológica que ocorreu na América Britânica entre 1765 e 1791. Teve suas raízes na assinatura do Tratado de Paris, que, em 1763, finalizou a Guerra dos Sete Anos. Ao final do conflito, o território do Canadá foi incorporado pela Grã-Bretanha. Neste contexto, as treze colônias representadas por Massachusetts, Rhode Island, Connecticut, Nova Hampshire, Nova Jersey, Nova Iorque, Pensilvânia, Delaware, Virgínia, Maryland, Carolina do Norte, Carolina do Sul e Geórgia começaram a ter seguidos e crescentes conflitos com a metrópole britânica, pois, devido aos enormes gastos com a guerra, a metrópole aumentou a exploração sobre essas áreas. Constituiu-se em batalhas desfechadas contra o domínio britânico. Movimento de ampla base popular teve como principal motor a burguesia colonial e levou à proclamação, no dia 4 de julho de 1776, da independência das Treze Colônias — os Estados Unidos, primeiro país dotado de uma constituição política escrita codificada e ainda em uso.

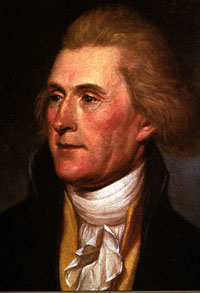
Thomas Jefferson.

As ações militares entre ingleses e os colonos americanos começam em março de 1775. No decorrer do conflito (Lexington, Concord e batalha de Bunker Hill), os representantes das colônias reuniram-se no segundo Congresso de Filadélfia (1775) e Thomas Jefferson, democrata de ideias avançadas, redigiu a Declaração da Independência dos Estados Unidos, promulgada em 4 de julho de 1776, dando um passo irreversível. Procede-se também à constituição de um exército, cujo comando é confiado ao fazendeiro George Washington.
Os britânicos, lutando a 5 500 km de casa, enfrentaram problemas de carência de provisões, comando desunido, comunicação lenta, população hostil e falta de experiência em combater táticas de guerrilha. A Aliança Francesa (1778) mudou a natureza da guerra, apesar de ter dado uma ajuda apenas modesta; a Inglaterra, a partir de então, passou a se concentrar nas disputas por territórios na Europa e nas Índias Ocidentais e Orientais.
Os colonos tinham força de vontade, mas interesses divergentes e falta de organização. Das colônias do sul, só a Virgínia agia com decisão. Os britânicos do Canadá permaneceram fiéis ao Reino da Grã-Bretanha. Os voluntários do exército, alistados por um ano, volta e meia abandonavam a luta para cuidar de seus afazeres. Os oficiais, geralmente estrangeiros, não estavam envolvidos no conflito.
O curso da guerra pode ser dividido em duas fases a partir de 1778. A primeira fase, ao norte, assistiu à captura de Nova York pelos ingleses (1776), além da campanha no vale do rio Hudson para isolar a Nova Inglaterra, que culminou na derrota em Saratoga (1777), e a captura de Filadélfia (1777), depois da vitória na batalha de Brandywine.
A segunda fase desviou as atenções britânicas para o sul, onde grande número de legalistas podiam ser recrutados. Filadélfia foi abandonada (1778) e Washington acampou em West Point a fim de ameaçar os quartéis-generais britânicos em Nova York. Após a captura de Charleston (1780) por Clinton, Cornwallis perseguiu em vão o exército do sul, sob a liderança do general Greene, antes de seu próprio exército, exaurido, render-se em Yorktown, Virgínia (outubro de 1781), terminando efetivamente com as hostilidades. A paz e a independência do novo país (constituído pelas treze colónias da costa atlântica) foi reconhecida pelo Tratado de Paris de 1783.
Apesar das frequentes vitórias, os britânicos não destruíram os exércitos de Washington ou de Green e não conseguiram quebrar a resistência norte-americana.
Mais tarde, em 1812 e 1815, ocorreu uma nova guerra entre os Estados Unidos e o Reino Unido. Essa guerra consolidou a independência norte-americana.

## Atritos

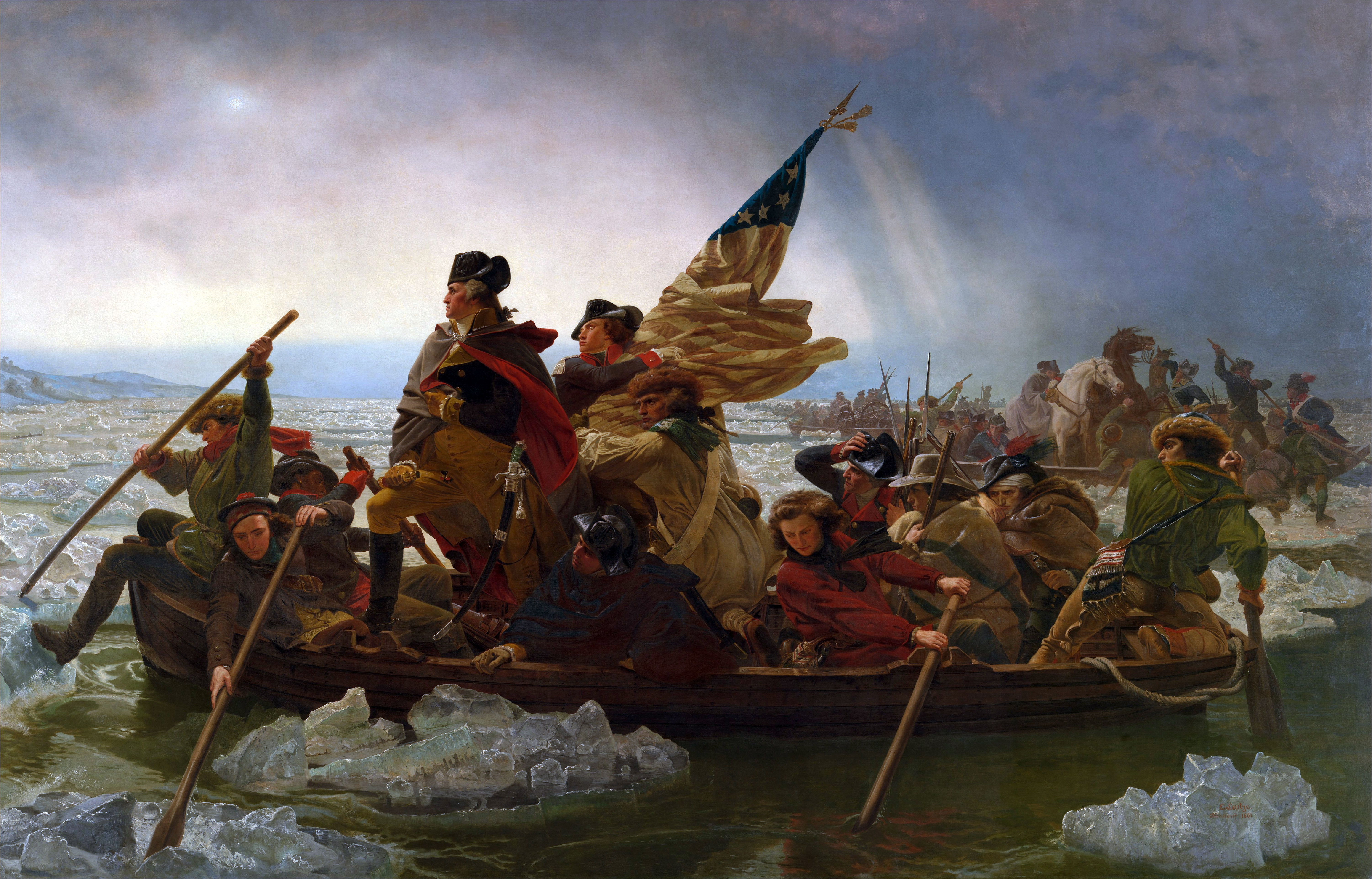
"Washington atravessando o Rio Delaware", retratado em 1851 por Emanuel Leutze do General George Washington durante a Guerra da Independência dos Estados Unidos.

A Guerra dos sete anos, terminada com vitória da Inglaterra sobre a França (Tratado de Paris, 1763), deixou a nação vencedora na posse de ricos territórios no continente americano, já colonizados, sendo reconhecido o seu direito de expandir o seu domínio em direção ao interior do continente. Esta possibilidade agradou aos colonos, que prontamente se prepararam para explorar e aproveitar novas terras, mas, para sua grande surpresa, o governo de Londres, por recear desencadear guerras com as nações índias, determinou que nenhuma nova exploração ou colonização de territórios pudesse ser feita sem a assinatura de tratados com os índios. Foi esta a primeira fonte de conflito entre os colonos e a Coroa britânica. Os colonos também acusavam os britânicos de manter exércitos permanentes em território americano e manter um judiciário forjado com julgamentos simulados, o uso de mercenários para ocupar o território americano.
Mas, pouco depois, surgiram novos atritos. Procurando restaurar o equilíbrio financeiro, a metrópole apertava as malhas do pacto colonial com vários atos. Em 1750 fora proibida a fundição de ferro nas colônias; em 1754 proibiram-se a fabricação de tecido e o contrabando. Apesar de vencer a Guerra dos Sete Anos, a Grã-Bretanha impôs novas medidas restritivas às treze colônias. Em 1765 foi aprovado um decreto regulamentando a obrigação de abrigar e sustentar tropas britânicas em solo americano (prática que pesava muito sobre as finanças coloniais). Foram ainda criadas a Lei do Selo que acrescentou um imposto de selo sobre jornais, documentos legais e oficiais etc., e os Atos de Townshend, que procuravam limitar e mesmo impedir que os americanos continuassem suas relações comerciais com outras regiões que não a Inglaterra.
Em 1773, o Parlamento britânico concedeu o monopólio do comércio do chá à Companhia das Índias Orientais, da qual muitas personalidades britânicas possuíam ações. Os comerciantes rebeldes norte-americanos que se sentiram prejudicados disfarçaram-se de índios peles-vermelhas, assaltaram os navios da companhia que estavam no porto de Boston e lançaram o carregamento de chá no mar (Festa do Chá de Boston). A Grã-Bretanha reagiu de imediato com um conjunto de leis que os americanos chamaram de "Leis Intoleráveis" (1774): fechamento do porto de Boston; indenização à companhia prejudicada e o julgamento dos envolvidos, na metrópole.
As reações dos colonos foram, de início, exaltadas, mas pacíficas: exigiram o direito de eleger representantes para o Parlamento de Londres (para poderem discutir e votar as leis que lhes diziam respeito), passando depois a atos de boicote às mercadorias britânicas. Esta guerra econômica desencadearia motins e forçou o governo a alguns recuos, que contudo não satisfizeram os colonos. O conflito agravou-se com a presença de tropas enviadas para conter os protestos. Como resposta, em 1774 os representantes das colônias americanas, exceto Geórgia, enviaram seus delegados a Filadélfia, num primeiro Congresso Continental que, a partir daí, embora com divergências no seu seio, foi a voz política dos colonos.
Em 1774, houve o 1º Congresso Continental de Filadélfia, onde se resolveu acabar com o comércio com a Grã-Bretanha enquanto não se restabelecessem os direitos anteriores a 1763. O mesmo Congresso também redigiu e divulgou uma Declaração de Direitos.
Houve logo depois, um 2º Congresso em que foi reunido em Filadélfia onde se decidiu a criação de um exército que seria comandado por George Washington, fazendeiro e chefe da milícia da Virgínia.
Nesse Congresso, apesar de se manterem leais ao rei, os colonos pediram a suspensão das "Leis Intoleráveis" e firmaram uma Declaração dos Direitos dos Colonos, no qual pediram a supressão das limitações ao comércio e à indústria, bem como dos impostos abusivos. O rei reagiu, pedindo aos colonos que se submetessem; estes, porém, não se curvaram diante da coroa britânica. O extremar das posições levou à criação de milícias, à constituição de depósitos de munições e a um aumento contínuo de tensão que iria irromper em guerra.

## Consequências

Declaração da Independência dos Estados Unidos.

Pela primeira vez na história da expansão europeia, uma colônia tornava-se independente dos países por meio de um ato revolucionário. E fazia-o não só proclamando ao mundo, no documento histórico aprovado no dia 4 de Julho, o direito à independência e à livre escolha de cada povo e de cada pessoa ("o direito à vida, à liberdade e à procura da felicidade" são definidos como inalienáveis e de origem divina), mas ainda construindo uma federação de estados dotados de uma grande autonomia e aprovando uma constituição política (a primeira da História mundial) onde se consignavam os direitos individuais dos cidadãos, se definiam os limites dos poderes dos diversos estados e do governo federal, e se estabelecia um sistema de equilíbrio entre os poderes legislativo, judiciário e executivo de modo a impedir a supremacia de qualquer deles, além de outras disposições inovadoras. O sucesso norte-americano foi descrito como tendo influenciado a Revolução Francesa (1789) e as subsequentes revoluções na Europa e América do Sul.
Os pensamentos iluministas influenciaram no novo governo americano.
A Revolução Americana de 1776 teve suas raízes com a assinatura do Tratado de Paris que em 1763 acabou por finalizar a Guerra dos sete anos.
Ao final do começo do conflito, o território do Canadá foi incorporado pela Grã-Bretanha. Neste contexto, as treze colônias representadas por Massachusetts, Rhode Island, Connecticut, New Hampshire, Nova Jersey, Nova York, Pensilvânia, Delaware, Virgínia, Maryland, Carolina do Norte, Carolina do Sul e Geórgia começaram a ter seguidos e crescentes conflitos com a metrópole, pois devido aos enormes gastos com a guerra, a Metrópole inicia uma maior exploração sobre essas áreas. As colônias finalmente desencadeariam o desejo e a declaração de independência, em 4 de julho de 1776, e a Guerra de independência dos Estados Unidos. A guerra teria fim em 1783, quando a independência dos Estados Unidos foi reconhecida pelo Reino Unido no Tratado de Paris de 1783. Apesar da estrutura social ter permanecido inalterada (o norte continuou capitalista e no sul a escravidão foi mantida), a Guerra da Independência dos Estados Unidos é chamada de revolução por ter instituído, na Constituição de 1787, vigente até hoje, uma república federal, a soberania da nação, e divisão tripartida dos poderes. Além disso, influenciou as revoluções liberais que aconteceriam na Europa, como a Revolução Francesa.

## Estratégia Hudson
O plano, que ficou conhecido como "estratégia Hudson", envolveu operações ao longo do rio Hudson, indo de Nova York ao Canadá. Este sempre fora um rio estrategicamente importante e, assumindo o controle, os líderes britânicos esperavam isolar a Nova Inglaterra rebelde das colônias mais moderadas do meio e do sul. A estratégia era atacar do norte passando pelo Canadá ao longo do rio Hudson. Essa invasão ao descer o vale do Hudson até Albany foi a estratégia de dividir e conquistar de Burgoyne. Seu plano era se reunir com outras tropas britânicas lideradas por Sir William Howe. Ao isolar a Nova Inglaterra de sua base de suprimentos ao sul, a Grã-Bretanha acreditava que a rebelião americana poderia ser estrangulada.

### Primeiro erro
Dois exércitos britânicos foram encarregados de assumir o controle do Hudson. O maior, sob o comando de William Howe, subia o Hudson de Nova York, enquanto um exército menor, sob o comando de Guy Carleton, viajava rio abaixo do Canadá. O plano ficou um pouco confuso neste momento, pois não estava claro se os dois exércitos deveriam se reunir de fato, ou se eles simplesmente estabeleceriam várias fortalezas ao longo do rio. A primeira etapa da estratégia foi alcançada sem dificuldade quando Howe assumiu o controle de Nova York em setembro de 1776, mas o progresso de Carleton foi lento e ele acabou abandonando seu impulso de controle para o sul.
Isso preparou o cenário para um colapso na cooperação entre as forças britânicas, que condenou a estratégia de Hudson ao fracasso. Com um novo oficial comandante, John Burgoyne, o exército do norte voltou a rumar para o sul no Hudson na próxima campanha. Burgoyne estava confiante, era ousado e não estava disposto a voltar, como Carleton havia feito. Exceto que desta vez, não havia exército nenhum marchando pelo Hudson para apoiar Burgoyne. Howe decidiu ir para o sul e capturar a Filadélfia, uma vez que o secretário de Estado das Colônias, lorde George Germain, concordou com esse abandono unilateral da estratégia acordada. Quando Burgoyne teve dificuldades em seu avanço, Howe não estava perto o suficiente para oferecer assistência, e o resultado foi a perda de um exército inteiro na Batalha de Saratoga, em outubro de 1777.

### Erro na estratégia do sul
A Grã-Bretanha levou algum tempo para repensar seu plano. Eventualmente, os líderes de guerra britânicos concordaram que a guerra mudaria para o sul, com o objetivo de restabelecer o controle nas colônias do sul menos militantes. Isso teria o mesmo efeito de negar às colônias do norte sua base de suprimentos, mas exigiria a criação de um exército menor. Isso foi importante, porque a entrada da França na guerra havia mudado completamente a escala da luta. A Grã-Bretanha estava mais preocupada agora em proteger seus bens das Índias Ocidentais dos franceses. Começando na Carolina do Sul, com a captura de Charleston em 11 de maio de 1780, a Grã-Bretanha pretendia subjugar a região das colônias do sul por região, levantando forças leais para manter a paz enquanto o pequeno exército britânico avançava para o próximo alvo. Essa segunda estratégia britânica se desenrolou quando as forças leais se mostraram incapazes de igualar a milícia de patriota. Sempre que o exército britânico deixava uma área, a resistência surgia atrás dela.
O comandante no sul, lorde Cornwallis, também estava ciente de que seu exército era pequeno demais para defender qualquer área substancial do território; portanto, ele se moveu, visando qualquer resquício de resistência organizada de patriotas americanos. Isso funcionou na Batalha de Camden, onde um exército americano sob Horatio Gates foi destruído, mas o momento não pôde ser mantido sem uma erosão de seu exército devido a doenças, fadiga e baixas em batalhas. O esforço de guerra britânico acabou perdendo força e parando em Yorktown. Em 19 de outubro de 1781, Cornwallis entregou seu exército aos americanos - as estratégias britânicas fracassaram.

## Cronologia
Além dos conflitos políticos, iniciou-se um movimento contra a carga tributária exercida pelos britânicos sobre a produção de açúcar (Sugar Act), e sobre a produção gráfica (Stamp Act).
Além da cobrança excessiva de impostos, os britânicos em 1765 proibiram a abertura de estabelecimentos fabris nas colônias. Isto gerou uma onda de descontentamento dos colonizadores que para a América do Norte foram fazer fortuna. Iniciou-se então um sentimento de independência e de nacionalidade dos habitantes da região.
Os ingleses vendo que a economia da colônia mostrava sinais de enriquecimento e vigor, resolveram forçá-la para baixo com a adição de novos impostos e sobretaxas de produção sobre a fabricação de tintas, vidro, papel e principalmente chá.
Em 1773, devido à alta dos impostos, ocorreu em Boston a revolta do chá. Samuel Adams e John Dickinson fundaram a Sociedade dos Filhos da Liberdade.
Na Filadélfia em 5 de Setembro de 1774, se reuniram os representantes das treze colônias no chamado então primeiro congresso continental. Neste encontro foi redigida uma declaração de direitos e exigido o retorno à situação anterior.
O Parlamento britânico não aceitou as reivindicações da colônia, aumentando desta forma os atritos entre as treze colônias e o governo central, culminando com a eclosão da guerra em 1775 em Lexington e Concord.
Ainda em 1775 ocorreu o segundo congresso continental, simultaneamente houve a batalha de Ticonderoga, com a vitória dos anticolonialistas. Com o moral elevado dos combatentes houve a criação do exército continental.
Em 4 de Julho de 1776, representantes das 13 colónias reunidos em Congresso declararam a independência das 13 colônias britânicas do continente americano.
No dia 17 de Outubro de 1777, os norte-americanos venceram a batalha de Saratoga. Os franceses, poloneses, espanhóis e prussianos, países antagonistas da Grã-Bretanha, vieram em auxílio aos rebeldes enviando soldados para ajudar na guerra da independência.
Em 1780, os britânicos foram derrotados na batalha naval de Chesapeake. Em 19 de outubro de 1781, o exército britânico, sob o comando de Lord Cornwallis, rendeu-se em Yorktown.
Em 17 de abril de 1783, o capitão britânico, James Colbert, com um grupo de 82 partidários britânicos lançaram um ataque surpresa sobre o Forte Carlos (atualmente Gillett na comarca de Desha),  Arkansas, à beira do rio Arkansas. A invasão de Colbert fora a única ação da Guerra Revolucionária americana no estado de Arkansas. Colbert atacou o forte controlado por espanhóis em resposta a decisão da Espanha em tomar lado junto aos americanos durante a Revolução.
Finalmente, no dia 3 de setembro de 1783, em Paris, foi assinado o tratado em que os Estados Unidos, representados por John Adams, Benjamin Franklin e John Jay, tiveram sua independência reconhecida, formalmente, pelo Reino da Grã-Bretanha.